# منطقه اوشیکوتو
منطقه اوشیکوتو (به لاتین: Oshikoto Region) یکی از منطقه‌های نامیبیا است که در شمال این کشور واقع شده‌است. منطقه اوشیکوتو ۳۸٬۶۸۵ کیلومتر مربع مساحت و ۱۸۱٬۶۰۰ نفر جمعیت دارد.